# Trynitatis
Trynitatis, dawn. Trinitatis – część miasta Bochni w Polsce, położona w województwie małopolskim, w powiecie bocheńskim.
Leży na północny zachód od centrum miasta, głównie w rejonie ulicy Trinitatis, dawniej głównej ulicy kolonii Trinitatis. Dominuje to zabudowa jednorodzinna, w dużej mierze stara. W pobliżu znajduje się cmentarz komunalny oraz cmentarz wojenny nr 314.
No południe od Trynitatis znajduje się szyb Trinitatis z 1908, należący do Kopalni Soli Bochnia (zamkniętej w 1990).

## Historia
Trinitatis to dawna kolonia niemiecka z czasów Józefa II. Nazwa jest pochodzenia łacińskiego i nawiązuje do Trójcy (Świętej).
Dawniej samodzielna wieś i gmina jednostkowa w powiecie bocheńskim, od 1920 w województwie krakowskim. W 1921 roku liczyła 319 mieszkańców.
27 maja 1931 gminę Trinitatis zniesiono, włączając ją do gminy Chodenice.
1 stycznia 1973 wraz z Chodenicami włączona do Bochni.